# Philoscia truncatella
Philoscia truncatella là một loài chân đều trong họ Philosciidae. Loài này được Budde-Lund miêu tả khoa học năm 1902.